# Kleine Braune Fledermaus

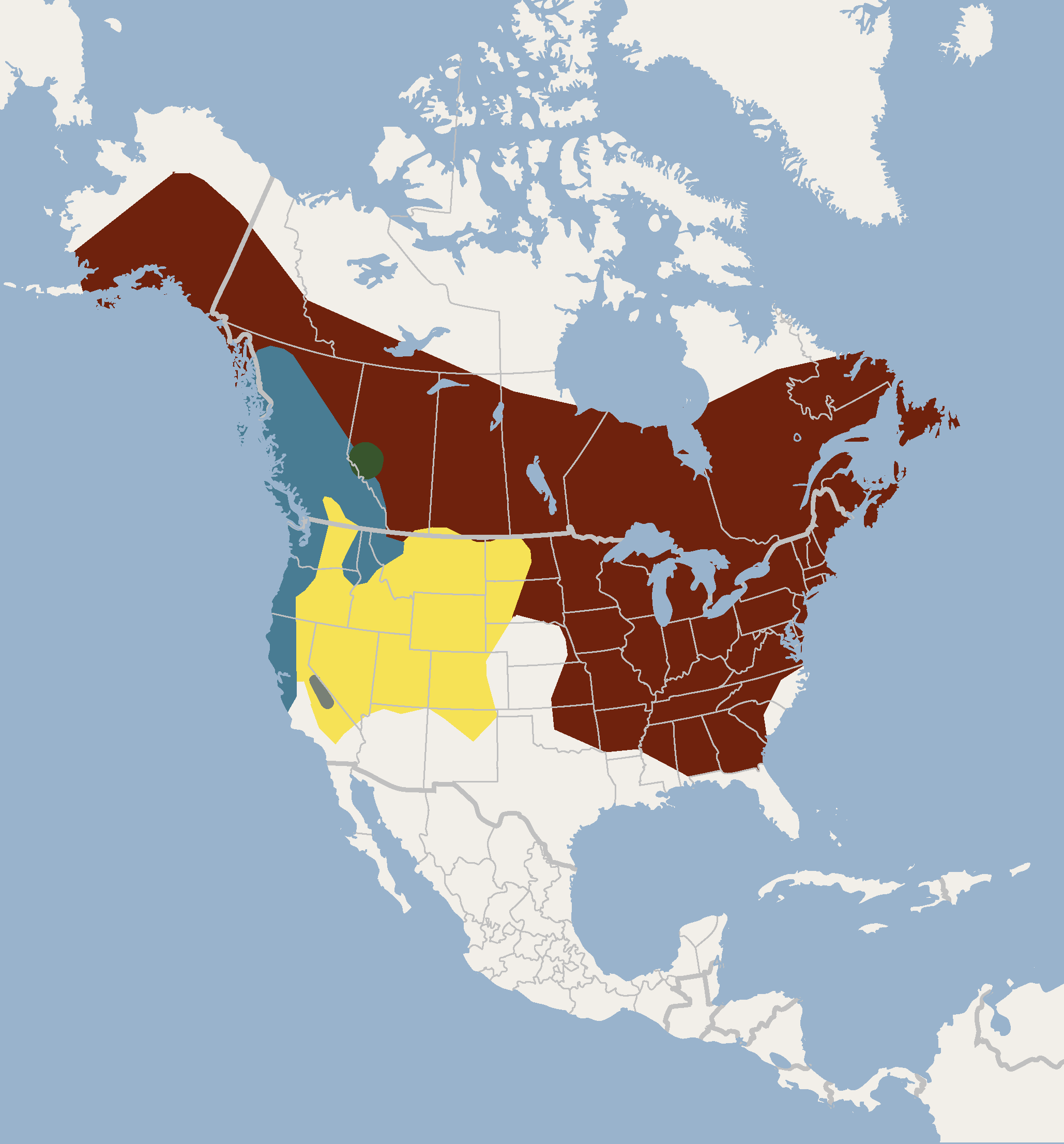
Verbreitungsgebiet der Kleinen Braunen Fledermaus mit unterschiedlichen Farben für die Unterarten

Die Kleine Braune Fledermaus (Myotis lucifugus) ist ein in Nordamerika verbreitetes Fledertier in der Gattung der Mausohren. Die Art ist eng mit der Nordamerikanischen Fransenfledermaus (Myotis thysanodes) verwandt. Weiterhin sind Hybride mit der Yuma-Fledermaus (Myotis yumanensis) dokumentiert.

## Merkmale
Die Gesamtlänge reicht von 60 bis 101 mm, wobei die Schwanzlänge 25 bis 59 mm beträgt. Die Art hat 33 bis 41 mm lange Unterarme, Hinterfüße von 7 bis 13 mm Länge, 12 bis 16 mm lange Ohren sowie ein Gewicht von 7 bis 14 g. Weibchen sind allgemein etwas größer als Männchen. Unabhängig vom deutschen Namen kann die Fellfarbe der Ober- und Unterseite zwischen gelbbraun, rotbraun, olivbraun, dunkelbraun und schwarz variieren. Das Fell ist bei Jungtieren am dunkelsten. Auf der Unterseite sind angrenzende Bereiche der Flügel mit Fell bedeckt. Zusätzlich befinden sich Haare auf der Oberseite der Schwanzflughaut. Die Kleine Braune Fledermaus hat dunkelbraune Flughäute und Ohren.
Wie bei anderen Mausohren sind im Oberkiefer pro Seite zwei Schneidezähne, ein Eckzahn, drei Prämolare und drei Molare vorhanden. Die Unterkieferhälften enthalten zusätzlich je einen dritten Schneidezahn, was 38 Zähne im Gebiss ergibt.

## Verbreitung
Das Verbreitungsgebiet reicht von Alaska und von kanadischen Territorien südlich der Tundra bis in die südlichen Vereinigten Staaten. Die südliche Grenze verläuft ungefähr vom zentralen Kalifornien über Utah, Colorado, Kansas, Oklahoma und Arkansas bis zur Mündung des Mississippi und weiter bis in den Norden Floridas. Die Art fehlt im Süden der Great Plains und in Küstenbereichen von North und South Carolina. Die Kleine Braune Fledermaus lebt im Flachland und in Gebirgen und hält sich meist in Wäldern oder Buschländern auf, obwohl geeignete Verstecke wichtiger sind als die Form des Bewuchses.

## Lebensweise
Die Exemplare ruhen in Felsspalten oder in Mauerlücken und selten im Blattwerk von Bäumen. Sie beginnen ihre Aktivität in der Dämmerung und trinken das an Wänden kondensierende Wasser oder Wasser von Pfützen. Die Nahrung besteht vorwiegend aus wasserlebenden Insekten und deren Larven. Die Beutetiere haben allgemein eine Länge von 3 bis 10 mm. Diese werden oft mit der Schwanzflughaut gefangen. Die Kleine Braune Fledermaus kann während des Fluges schnell die Richtung wechseln. Als maximale Fluggeschwindigkeit konnten 18 km/h registriert werden. Kurze Pausen in der Nacht können mehrere Exemplare im gleichen Versteck verbringen, wenn die Temperatur kühl ist. An den Tagesruheplätzen bilden sich kleine Gruppen oder selten Kolonien mit bis zu 300.000 Mitgliedern. Im Versteck etablieren die Tiere kein Revier. Vor der Geburt der Nachkommen sind die Kolonien der Weibchen von den Männchen getrennt.
Die Kleine Braune Fledermaus nutzt zur Echoortung Rufe, die bei etwa 80 kHz beginnen und bei etwa 30 kHz enden. Sie erreichen ihre stärkste Intensität bei 40 bis 45 kHz. Im Versteck erfolgt die Verständigung mit für Menschen hörbaren Lauten. Weibchen benutzen zur Erkennung der Nachkommen zusätzlich ihren Geruchssinn.
Wanderungen bis zu 150 Kilometer Länge sind laut IUCN nicht jahreszeitgebunden. Eine andere Quelle nennt bis zu 10.000 Kilometer lange Wanderungen vor dem Winter. Je nach Verbreitung beginnt der Winterschlaf zwischen September und November. Die Tiere werden zwischen März und Mai wieder aktiv. Der Winterschlaf erfolgt meist in Höhlen, in denen die Temperatur zwischen 1 und 5 °C liegt und die Luftfeuchte 75 bis 95 Prozent beträgt. Die hier angetroffenen Exemplare waren überwiegend Männchen. Vermutlich sind die Weibchen besser versteckt.
Die Paarung erfolgt überwiegend im Spätsommer und Herbst. Dabei paaren sich Weibchen und Männchen mit mehreren Partnern. Manche Männchen im Winterquartier kopulieren mit ihren schlafenden Nachbarn beiderlei Geschlechts. Die männliche Samenflüssigkeit verbleibt bis zum Beginn der 50- bis 60-tägigen Trächtigkeit im April oder Mai im Geschlechtstrakt der Weibchen. Bei der Geburt im Juni oder Juli wird das Neugeborene mit der zu einer Tasse geformten Schwanzflughaut aufgefangen. Bei Geburt sind die Nachkommen blind und taub. Sie saugen sich in den ersten Tagen an einer Zitze der Mutter fest und verbleiben später als Gruppe im Versteck. Die Jungtiere können nach ungefähr drei Wochen fliegen und beginnen mit fester Nahrung. Kurz vor dem Winter erreichen sie die Größe erwachsener Exemplare.
Die Kleine Braune Fledermaus lebt meist 6 bis 7 Jahre und gelegentlich 10 Jahre. Ein Männchen in Ontario erreichte ein Alter von 31 Jahren. Die meisten Exemplare sterben aufgrund eines ungeeigneten Winterquartiers. Manche Tiere fallen Eulen, Krähenvögeln, Waschbären, Schlangen oder anderen Beutegreifern zum Opfer. Seit 2007 wurde bei der Art verstärkt die Pilzkrankheit White-Nose-Syndrom registriert. An manchen Überwinterungsplätzen starben bis zu 90 Prozent der dort ruhenden Fledermäuse.

## Gefährdung

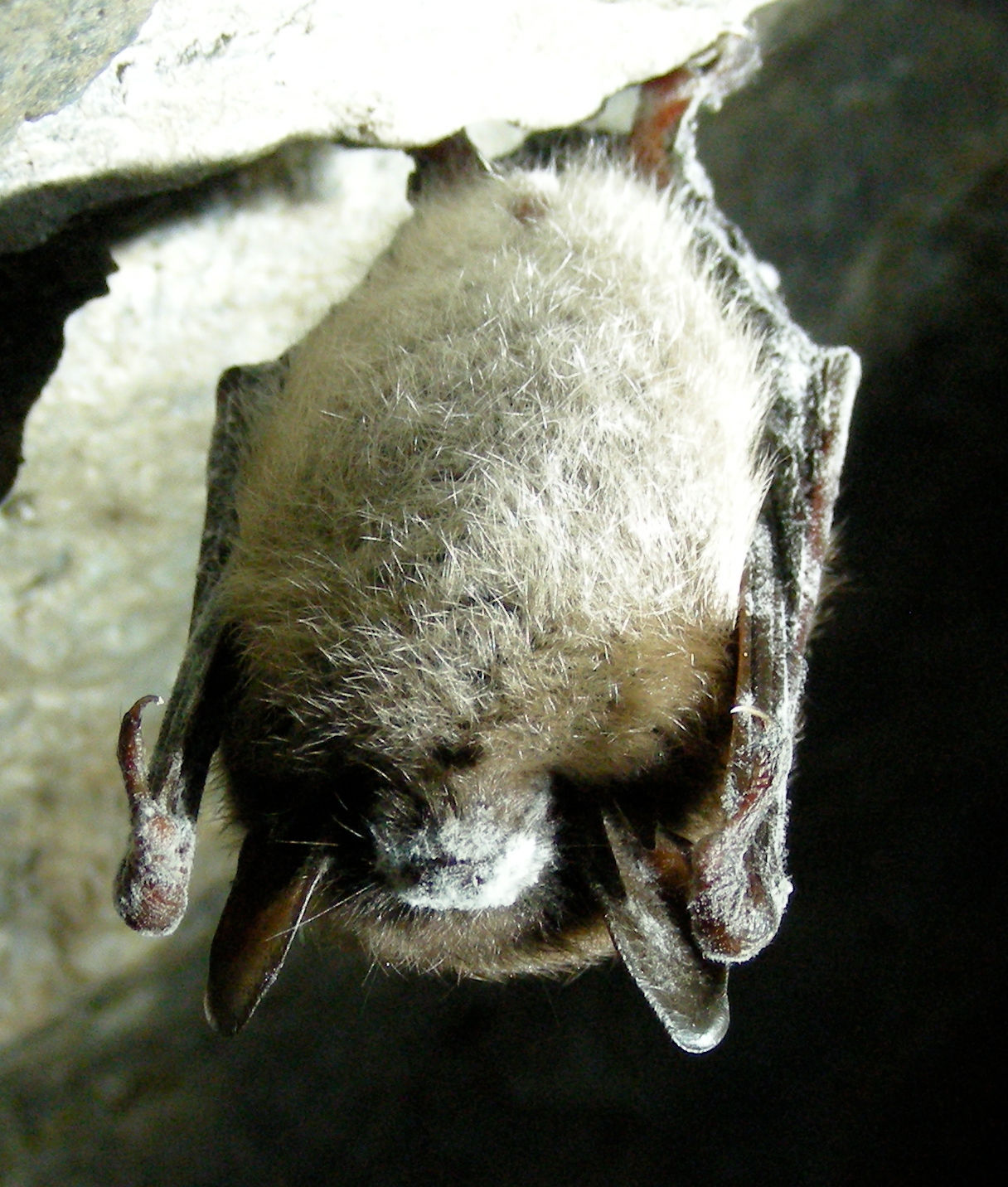
Exemplar in Winterruhe mit White-Nose-Syndrom.

Die genannte Pilzkrankheit ist die größte Bedrohung für den Bestand. Zum Schutz der Art sollten bekannte Winterquartiere nicht verschlossen und nicht besucht werden. Die IUCN befürchtet eine Abnahme der Gesamtpopulation an ausgewachsenen Exemplaren mit mehr als 50 Prozent in den kommenden 15 bis 30 Jahren und listet die Kleine Braune Fledermaus als stark gefährdet (endangered).